# Sigmund Theophil Staden
Sigmund Theophil Staden (6 de noviembre de 1607 - 30 de julio de 1655) fue un importante compositor alemán del Barroco medio.
Staden nació en Kulmbach en el Principado de Bayreuth, hijo de Johann Staden, el fundador de la llamada escuela de Núremberg. Con base en Núremberg, compuso Seelewig (1644), el primer Singspiel alemán. Las únicas otras obras de él que se conservan son Friedens-Gesänge de 1651.

## Grabaciones
- Seelewig (1644) CPO
- Friedens-Seufftzer und Jubel-Geschrey - Musik für Den Westfälischen Frieden. Manfred Cordes. CPO 999 571-2 (1997)